# Kamphaeng Phet
Kamphaeng Phet, (thai:  กำแพงเพชร) är en provins (changwat) i centrala Thailand. Provinsen hade år 2000 674 027 invånare på en areal av 8 607,5 km². Provinshuvudstaden är Kamphaeng Phet.

## Administrativ indelning
Provinsen är indelad i 11 distrikt (amphoe). Distrikten är i sin tur indelade i 78 subdistrikt (tambon) och 823 byar (muban). 